# キャサリンシリーズ
キャサリンシリーズは、雑誌記者でアメリカ人であるキャサリン・ターナーを主人公とする山村美紗の推理小説のシリーズ。

## シリーズ一覧
※収録作品はキャサリンシリーズのみ表記。
- 花の棺 1975.9
- 百人一首殺人事件 1978.12
- 燃えた花嫁 1982.6
- 消えた相続人 1982.12
- 京友禅の秘密 1983.11
  - 収録作：京友禅の秘密．哲学の小径の少女．謎の新聞広告．エアロビクスは死の匂い．十条家の惨劇」
- ミス振袖殺人事件 1985.1
  - 収録作：京絵皿の秘密．呪われた密室．ミス振袖殺人事件．針供養殺人事件．割りこんだ殺人．京菓子殺人事件
- ヘアデザイナー殺人事件 1985.2
- 京都鞍馬殺人事件 1985.9
- 京都絵馬堂殺人事件 1986.9
- 京都茶道家元殺人事件 1987.2
- 京都西陣殺人事件 1987.7
- 胡蝶蘭殺人事件 1987.11
  - 収録作：胡蝶蘭殺人事件．宵桜殺人事件
- 小京都連続殺人事件 1988.1
- 琵琶湖別荘殺人事件 1988.2
- 女相続人連続殺人事件 1988.3
- 恋人形殺人事件 1988.5
  - 収録作：恋人形殺人事件．京都小犬土鈴殺人事件．泳ぐ宝石殺人事件．誕生パーティ殺人事件．花嫁衣裳殺人事件
- グルメ列車殺人事件 1988.10
  - 収録作：グルメ列車殺人事件．アメリカ人の遺書．ディーラー殺人事件．キャピタルゲイン殺人事件
- 京都・十二単衣殺人事件 1989.6
  - 収録作：女富豪密室殺人．京都堀川陣屋の殺人．特急列車は死を乗せて．高瀬川旅情の死．新聞広告の殺人．京都・十二単衣殺人事件
- シンガポール蜜月旅行殺人事件 1989.10
  - 収録作：シンガポール蜜月旅行殺人事件．バンコク熟年旅行殺人事件．香港三角関係殺人事件
- 京都恋供養殺人事件 1989.11
- 千利休・謎の殺人事件 1990.2
- 天の橋立殺人事件 1990.7
- ラベンダー殺人事件（表題作は非キャサリンシリーズ） 1991.4　
  - 収録作：紅梅屋敷の殺人．秋海棠の殺人．薔薇のアリバイ．スターガザールの殺人
- 紫水晶殺人事件（表題作、呪われたルビーは非キャサリンシリーズ） 1991.6
  - 収録作：琥珀ブローチの謎．偽サファイアの謎
- 流れ橋殺人事件（表題作他2作は非キャサリンシリーズ） 1991.7
  - 収録作：竜の寺殺人事件
- 坂本龍馬殺人事件 1991.7
- 小京都・郡上八幡殺人事件 1991.9
- ブラックオパールの秘密 1992.6
  - 収録作：ブラックオパールの秘密．盗まれたエメラルド．飾りじゃないのよ真珠は．トパーズの伝言
- 向日葵は死のメッセージ（表題作は非キャサリンシリーズ） 1992.7
  - 　収録作：枝垂れ桜殺人事件．福寿草（アドニス）の殺意．弟切草の秘密
- 伊良湖岬の殺人（越前岬の殺人、足摺岬の殺人は非キャサリンシリーズ） 1992.11
  - 収録作：襟裳岬殺人事件．伊良湖岬の殺人
- 清少納言殺人事件 1993.3
- 卒都婆小町が死んだ 1993.4
  - 収録作：卒都婆小町が死んだ．京都清閑寺殺人事件．楊貴妃殺人事件．一条戻り橋殺人事件
- 京都・グアム島殺人旅行 1993.9
- 京都・バリ島殺人旅行 1993.10
- 札幌雪まつりの殺人 1993.12
  - 収録作：札幌雪まつりの殺人．博多どんたくの殺人．恐山大祭の殺人．阿波おどりの殺人
- 長良川鵜飼殺人事件 1994.7
  - 収録作：長良川鵜飼殺人事件．嵯峨野トロッコ列車殺人事件．小京都酒田殺人事件．足摺岬の殺人（上記同題とは別作品）
- 殺人を見た九官鳥 1994.9
  - 収録作：盗聴できない殺人．松山旅行のアリバイ．京都やすらい祭の殺人．殺人を見た九官鳥
- 神戸殺人レクイエム 1995.9

## 登場人物
キャサリン・ターナー
初登場は1975年の『花の棺』。浜口には「キャシイ」の愛称で呼ばれる。
この時はアメリカの大学に在籍する二十歳の学生であり、当時アメリカ副大統領であった父親のルイス・ターナーに同行して初来日した。この際、キャサリンが生け花を教わろうとしていた女性が毒殺されたことをきっかけに、彼女のエスコート役を務めた大学助教授で後に恋人となる浜口一郎とともに事件に首を突っ込むことになる。
後にアメリカの雑誌記者という身分になる。資産家のお嬢様で、スタイル抜群、飛び切りの美人。実家は大手の車メーカーのため手に入らないものはないとされるが、彼女は浜口がプレゼントした貴金属を好んで身に着けている。
殺人事件についてキャサリンが進んで首を突っ込むことが殆どであり、奔走して集めてきた情報を浜口と一緒に整理・推理するというのが恒例。
性格は好奇心旺盛で明るく、イタズラ好き。浜口の仕事が忙しくてなかなか会えなかった時は、「男と一緒に旅行に行く」と言って浜口に意地悪をした（本当は浜口と一緒に行くつもりだったが、あえてボカした言い方をした）。
山村美紗の生み出したシリーズキャラクターの中では最も作品数が多い。時々、「ターナー・キャサリン」と書かれていることがある。
『名探偵キャサリン』など数多くテレビドラマ化されたが、その際には日本人に設定が変更されたり、他の山村作品の登場人物に置き換えられることが多い（詳細は後述）。
時友美加のコミカライズ版では、普段は少女のようにおちゃめで明るいが、推理の時は真剣な表情を見せたり妖艶な雰囲気を醸し出したりするキャラになっている。登場する度に服装が変わっており、ミニスカートを穿いている時は脚を組んで座ることが多かった。当初は胸がかなり大きく胸元が露出する服装を斬ることもあったが、後期になると胸のサイズが小さくなり露出度も大幅に減った。
浜口 一郎
初登場は1975年の『花の棺』。キャサリンには「イチロー」と呼ばれる。本作は主に彼を視点主として進められる。
とある大学の助教授（准教授）。法学部卒。学生時代は親族の意向によって政治家への道を歩んでおり、特に首相の叔父から期待されていたが大学には卒業しても残る道を選んだため親族には変わり者と思われている。政治家にならなかった理由に関しては「政治家になれば汚れた金に身を染める」ことが示唆されている。人間嫌いで人との関わりを積極的に持とうとはしないが、叔父とは皮肉や冗談を言っても笑われるくらいには良好。かつてボクシングをやっていたため格闘技の腕はなかなかのもの。
当初は皮肉屋でつかみどころのない性格であり、キャサリンのことも「金持ちのお嬢様」程度にしか見ておらずあまり関心はなかった。しかし事件を共に解決するうちにすっかり参ってしまい、キャサリンに振り回されながらも良きパートナーとして推理を披露することに。
いわゆるワトソン的なポジションではなく、キャサリンでも気づかなかった事柄を指摘して推理を進める探偵役でもある。
時友美加のコミカライズ版では、人当たりの良い美青年として描かれている。原作と比べると常にクールであり、人付き合いが苦手という設定はほとんど見られない。

## 映像化・舞台化
キャサリンシリーズの作品が初めて映像化されたのは、1979年にテレビ朝日系の『土曜ワイド劇場』にて放送された「京都殺人案内・花の棺」である。キャサリンを演じたのはシェリーで、原作通りの設定であるが、ドラマの主人公は藤田まこと演じる狩矢荘助警部になっている。つぎにキャサリンが原作通りに登場したのは、1988年に関西テレビが制作した『京都サスペンス』という連作ドラマの一つ「京絵皿の秘密殺人」で、マリアンがキャサリンを演じた。
1996年にはTBSが「月曜ドラマスペシャル（現：月曜ゴールデン）」枠で『名探偵キャサリン』シリーズをスタートさせている。主人公がかたせ梨乃演じるカメラマン・希麻倫子（きあさ りんこ）で、「キャサリン」は倫子のニックネームという設定に変更されている。また、恋人の浜口一郎は倫子の助手という設定に変更されている。
2015年9月、テレビ朝日系で『名探偵キャサリン』として放送。主演はシャーロット・ケイト・フォックスが務め、キャサリン役を演じる。
また、山村美紗の長女である山村紅葉も舞台で一度だけキャサリンを演じたことがある。

### 作品リスト
キャサリンが登場する映像作品のみを挙げる。
- 花の棺（1979年4月21日、朝日放送・テレビ朝日系「土曜ワイド劇場」）
  - 狩矢警部役（主演）：藤田まこと
  - キャサリン役：シェリー
- 月曜サスペンスシリーズ（関西テレビ・フジテレビ系）
  - 京絵皿の秘密殺人（1988年11月7日「京都サスペンス」）
    - キャサリン役（主演）：マリアン

  - 死を呼ぶ醍醐の桜狩り 401号室の女（1990年4月30日「山村美紗サスペンス」）
    - キャサリン役（主演）：ヒロコ・グレース
- 「名探偵キャサリン」シリーズ（1996年4月 - 2006年8月、TBS「月曜ドラマスペシャル→月曜ミステリー劇場→月曜ゴールデン」）
  - キャサリン役（主演）：かたせ梨乃
- 「十津川警部シリーズ」第14作「海を渡った愛と殺意」（1997年12月29日、TBS「月曜ドラマスペシャル」）
  - 十津川警部役（主演）：渡瀬恒彦
  - キャサリン役：かたせ梨乃
- 狩矢警部シリーズ 第5作・第6作　（2009年1月26日・2月2日、TBS「月曜ゴールデン」）
  - 狩矢警部役（主演）：船越英一郎
  - キャサリン役　勝野雅奈恵
- 名探偵キャサリン（2015年9月5日・2016年3月20日（日曜エンタ）、テレビ朝日）
  - キャサリン役（主演）：シャーロット・ケイト・フォックス[1]

## コミカライズ
主に短編集からエピードを選出。ストーリー自体は原作と同じだが、登場人物の役回りや台詞などは独自のものに変えられている場合がある。例えば原作にて浜口は「キャサリンがどんな犯罪に手を染めても自分が身代わりになって逮捕される」という旨の発言をするのだが、コミカライズ版ではまったく違うやり取りに変えられている。複数の作家によって描かれており、中でも「時友美加」が最も多くシリーズを出している。

## ゲーム化
ファミコンアドベンチャー「山村美紗サスペンスシリーズ」として山村がシナリオを担当したファミコンアドベンチャーゲーム三部作のうち、タイトーから発売された2作品のシナリオがキャサリンシリーズを土台としており、キャサリン、狩矢警部などのレギュラーキャラクターが出演している。
京都龍の寺殺人事件（発売日：1987年12月11日　発売元：タイトー）
京都竜安寺で発生した殺人事件の事件現場の状況が自身の開発したゲームと全く同じだったことから殺人の容疑者となってしまったゲームデザイナーの主人公が、偶然現場に居合わせたキャサリンの協力を得て、犯人を突き止めるべく、事件解決に挑む。
京都花の密室殺人事件(発売日：1989年2月11日　発売元：タイトー)
生け花に興味を示し、友人のキャサリンと共に著名な生け花の流派の個展にやってきた主人公の目の前で、個展の主催者であった女性が急に苦しみだした末に絶命し、死因が他殺によるものと判明する。友人を殺した犯人を突き止めようとするキャサリンと共に、主人公は事件の謎に立ち向かう。